# Edward Lindberg
Edward Lindberg (Estados Unidos, 9 de noviembre de 1886-16 de febrero de 1978) fue un atleta estadounidense, especialista en la prueba de 4x400 m en la que llegó a ser campeón olímpico en 1912.

## Carrera deportiva
En los JJ. OO. de Estocolmo 1912 ganó la medalla de oro en los relevos de 4x400 metros, con un tiempo de 3:16.6 segundos, llegando a meta por delante de Francia y Reino Unido (bronce), siendo sus compañeros de equipo Melvin Sheppard, Ted Meredith y Charles Reidpath.